# Plataforma per la Comunitat Valenciana
Plataforma per la Comunitat Valenciana (PxCV) (Plataforma por la Comunidad Valenciana), partido político, federación valenciana de Plataforma per Catalunya (PxC) de Josep Anglada, creada oficialmente a mediados de 2005, regresa al panorama político después de un largo período de inactividad en junio de 2009, con la aparición y puesta en marcha en la localidad castellonense de Benicarló (Costa del Azahar) de la primera delegación del partido en esta nueva etapa.
En julio de 2009 la Plataforma per la Comunitat Valenciana (PxCV) se constituye oficialmente con la difusión de un comunicado de prensa enviado y publicado en los medios locales y divulgado por la propia página web de la PxC, entrando formalmente en el panorama de la vida política municipal de Benicarló.
En noviembre de 2009 el equipo de dirección de la Delegación de PlataForma per la Comunitat Valenciana se disolvió.